# Combat de Ndaki
Guerre du Mali
Batailles
Le Combat de Ndaki a lieu les 16 et 17 octobre 2018, pendant la guerre du Mali.

## Déroulement
Le 16 octobre, un accrochage oppose les forces françaises et maliennes aux djihadistes dans une zone boisée de la région de Ndaki, à environ 200 kilomètres au sud-ouest de Gao,. La région est considérée comme le fief de la katiba al-Mansour Ag al-Kassam, affiliée au Groupe de soutien à l'islam et aux musulmans. Cependant il s'agit aussi d'une zone d'action et de repli de l'État islamique dans le Grand Sahara. Le nombre des djihadistes est estimé à une cinquantaine de combattants par l'armée française, ce qui constitue à cette époque un rassemblement important pour la région sahélienne,. 
L'affrontement débute lorsque deux sections de l'armée malienne sont prises à partie par les djihadistes. Les Maliens alertent alors les Français de la force Barkhane, qui envoient une patrouille d'hélicoptères Tigre et deux chasseurs Mirage 2000. Les hélicoptères essuient alors des tirs d'armes légères et de lance-roquettes RPG, avant de riposter et d'être bientôt suivis par les avions. Les affrontements se poursuivent ensuite au sol. Selon le colonel Patrik Steiger, porte-parole de l'état-major de l'armée française : « La ténacité des terroristes, qui n’ont pas abandonné tout de suite, laisse à penser que soit il s’agissait d’un site important pour eux, soit quelqu’un d’important était présent chez eux ». Le chef en question pourrait être Al-Mansour Ag Alkassim.
Le 17 octobre, les djihadistes abandonnent le terrain et les soldats français et maliens s'emparent de leur campement.

## Pertes
Deux soldats maliens ont été blessés lors des combats, tandis qu'un seul djihadiste a été trouvé mort selon l'armée française. Mais le colonel Steiger précise : « On pense qu’au regard des coups qui ont été infligés, que les autres éventuels blessés ou tués ont été enlevés en profitant de la nuit ».
Les soldats français et maliens s'emparent d'un pick-up, d'une quinzaine de motos et d'un gros stock de matériel de fabrication d'engins explosifs improvisés.